# Галичне сільське поселення
Га́личне сільське поселення (рос. Галичное сельское поселение) — сільське поселення у складі Комсомольського району Хабаровського краю Росії.
Адміністративний центр — селище Галичний.

## Історія
Станом на 2002 рік існувала Чапаєвська сільська адміністрація з центром у селище Галичний.

## Населення
Населення сільського поселення становить 453 особи (2019; 582 у 2010, 591 у 2002).

## Склад
До складу сільського поселення входять:
| Населений пункт            | Населення, осіб (2002) | Населення, осіб (2010) |
| -------------------------- | ---------------------- | ---------------------- |
| Галичний, селище           | 548                    | 581                    |
| Дом Отдиха Шарголь, селище | 43                     | 1                      |